# Epreskert

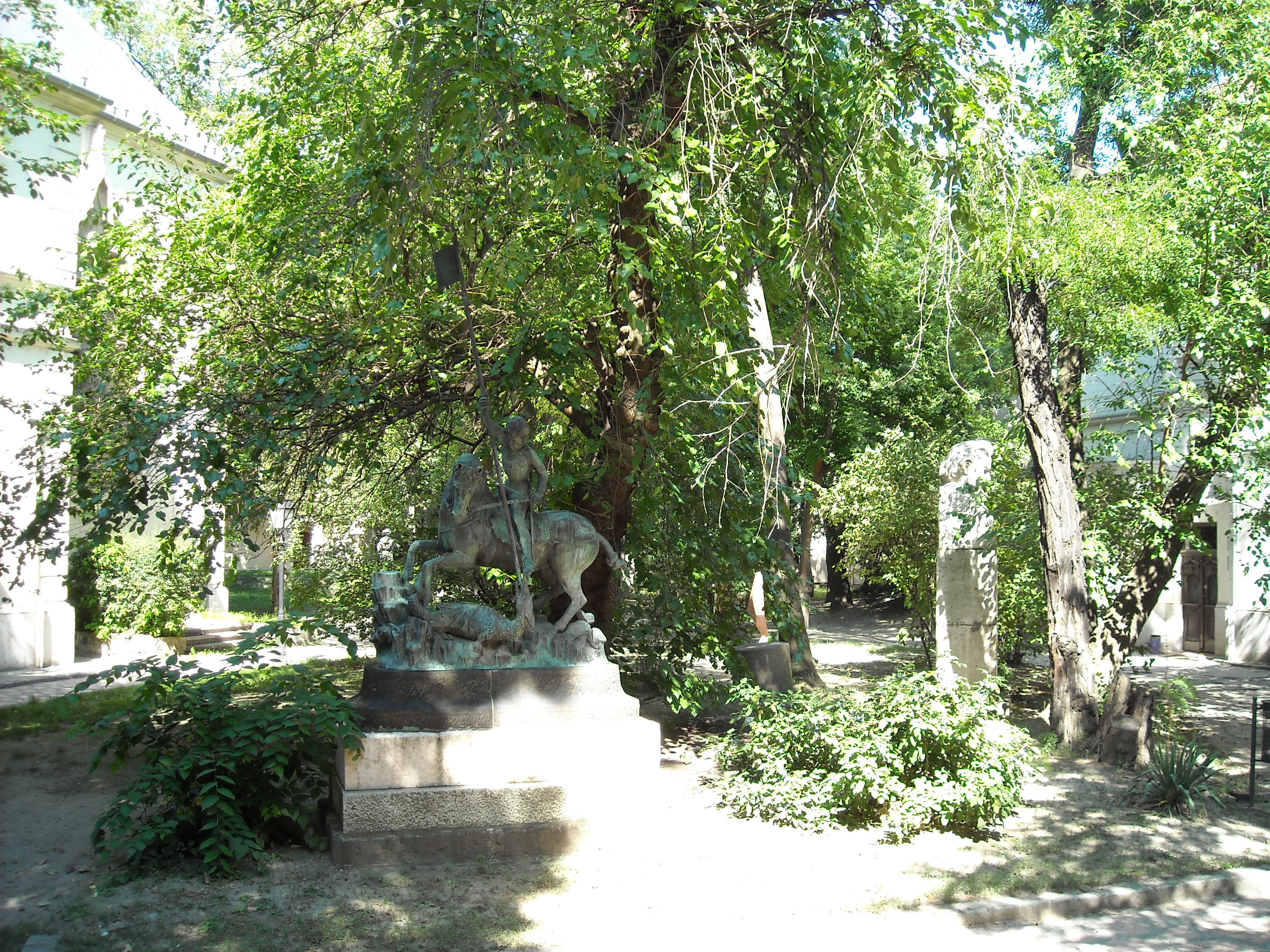
A kert nyugati oldala

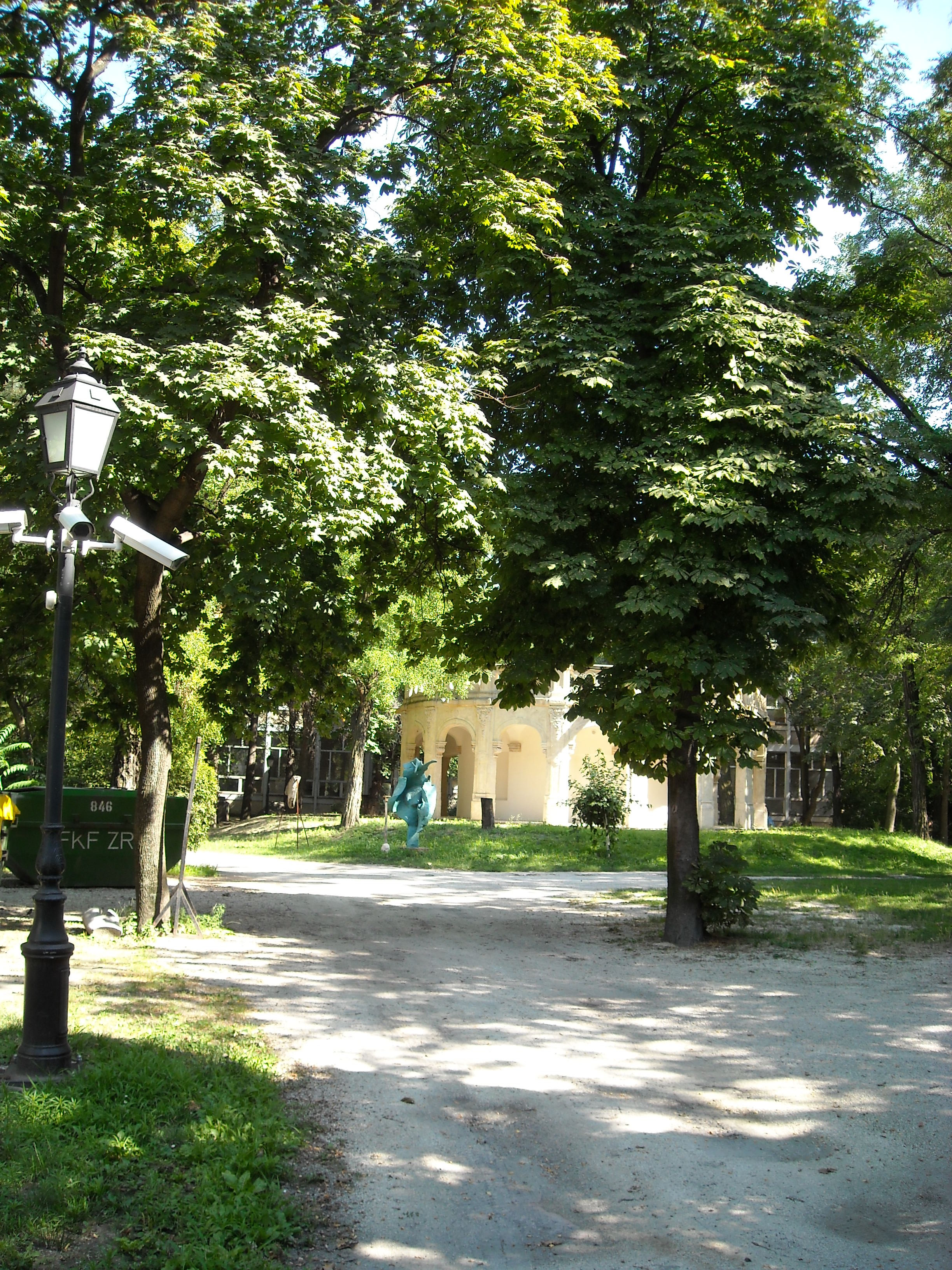
A kert északi oldala, az egykori józsefvárosi kálváriával

Az Epreskert őspark és épületegyüttes Budapest VI. kerületében, a Terézvárosban. 1921 óta a mai Magyar Képzőművészeti Egyetemhez tartozik, annak műtermei és a Parthenon-Fríz Terem, a Szobrász Tanszék kiállítóterme található meg benne (címe: VI., Bajza utca 41.)

## Fekvése
A Bajza, a Szondi, a Munkácsy Mihály és a Kmety György utca határolja.

## Története
1882 előtt elvadult eperfaliget volt e helyen, ezt Strobl Alajos, a legendás „szobrászpápa” hozatta rendbe. Az egykori kert a mainál nagyobb kiterjedésű volt és magába foglalta a környező utcák nagy részét is. 1879-ben Huszár Adolf kapott itt telket, hogy elkészíthesse Deák Ferenc szobrát a politikus Kerepesi temetőben fölépített mauzóleumába. Az övé volt az első műterem. 
1882-ben a főváros néhány telekrészt adott át a Mintarajztanodának, amelyekben két festészeti és egy szobrászati mesteriskolát hoztak létre. 1883-ban az iskolák tanárai, Benczúr Gyula, Lotz Károly, Székely Bertalan, Feszty Árpád és Zichy Mihály térítésmentes műtermet kaptak a területén. Benczúr mesteriskolája a Benczúr és a Szondi, Lotzé a Kmety és a Bajza utcák sarkán állt. 1886-ban a Lendvay utcai részen állította föl pavilonját Zala György, és itt készítették el Schickedanz Alberttel a Hősök téri Millenniumi emlékmű szobrait.
Mivel a művésztanárok szívesen telepedtek le a Bajza és a Lendvay utcában, az első világháború előtt a magánvillák már kezdték kiszorítani a műteremházakat. 1921-ben megmaradt műtermei beolvadtak a Képzőművészeti Főiskolába.
A közepén a Mayerhoffer András által 1744–49-ben készített józsefvárosi kálvária áll, amelyet Strobl kezdeményezésére 1894-ben kövenként vittek át mai helyére a Kálvária térről. Ugyancsak a kertben helyezték el a budavári Nagyboldogasszony-templom átépítésekor a régi templom egyes részleteit.